# Annona papilionella
Annona papilionella este o specie de plante angiosperme din genul Annona, familia Annonaceae. A fost descrisă pentru prima dată de Friedrich Ludwig Diels, și a primit numele actual de la H. Rainer. Conform Catalogue of Life specia Annona papilionella nu are subspecii cunoscute.